# Il prigioniero di Zenda (film 1979)
Il prigioniero di Zenda (The Prisoner of Zenda) è un film del 1979 diretto da Richard Quine.
Questa pellicola è il sesto rifacimento del romanzo di Anthony Hope e nonostante la presenza di un grande Peter Sellers, non ebbe molto successo. Fu l'ultimo film diretto da Quine prima di morire nel 1989.

## Trama
Due pretendenti al trono di Ruritania, piccolo statarello dell'Europa centrale, rimangono sconvolti nei loro piani, dall'apparire di un sosia del sovrano.